# Rochov
Rochov (německy Rochow) je obec v okrese Litoměřice v Ústeckém kraji, přibližně osm kilometrů jižně od Litoměřic. Žije v ní 139 obyvatel.

## Historie
První písemná zmínka o vsi Rochou pochází z roku 1219. Dva zdejší statky daroval vladyka Troch na Brozanech pražskému klášteru svatého Tomáše na Malé Straně řádu augustiniánů.
Roku 1677 tyto dva statky s 26 obyvateli koupila od převora kláštera, za 800 kop po 60 fr. rýn. čítaných, Marie Magdalena Venceliová z Bochova, rozená Petráčková z Vokounštejna, vdova po královském apelačním rádci a doktoru práv Pavlu Venceliovi z Bochova, rodem Schwommschneider ze Svitav. Této rodině patřily od roku 1623 sousední Vrbičany a nedaleký Třebušín u Ploskovic, konfiskáty po Smilu Kaplíři ze Sulevic, který byl nejstarším z 27 popravených mužů roku 1621 na Staroměstském náměstí.
Po Marii Magdaleně Venceliové z Bochova dědila dcera Rosina Anna, provdaná za Františka Karla, rytíře Kressla z Kvalteberku. Jejich vnuk svobodný pán František Karel Kressl z Kvaltenberku v letech 1786–1789 vystavěl ve vrbičanský zámek. Po jeho smrti (1801) a smrti jeho manželky Josefy z rodu hrabat Straků z Nedabylic panství Třebušín a Vrbičany s Rochovem zdědil jejich prasynovec svobodný pán Fr. Saleský Karel z Puteani. Vrbičany držel do roku 1843 a Třebušín jeho vnučka Adéla, provdaná za svobodného pána Karla ze Skal a Velké Lhoty, až do roku 1906. Roku 1846 se stali vlastníky Vrbičan s Rochovem hrabata Herbersteinové, kteří je připojili ke statkům Libochovice a Budyně nad Ohří a alodiální statek změnili v roce 1899 za hraběte Johanna Josefa Herbersteina-Proskau (1854–1944) na fideikomis.
Většina polností byla první pozemkovou reformou v roce 1921 zabrána československým státem dle zákona č. 215/1919 Sb.

## Obyvatelstvo
| Rok            | 1869 | 1880 | 1890 | 1900 | 1910 | 1921 | 1930 | 1950 | 1961 | 1970 | 1980 | 1991 | 2001 | 2011 | 2021 |
| -------------- | ---- | ---- | ---- | ---- | ---- | ---- | ---- | ---- | ---- | ---- | ---- | ---- | ---- | ---- | ---- |
| Počet obyvatel | 231  | 284  | 300  | 283  | 322  | 336  | 298  | 231  | 177  | 199  | 152  | 132  | 105  | 113  | 153  |
| Počet domů     | 50   | 49   | 49   | 51   | 63   | 60   | 63   | 65   | 53   | 51   | 48   | 54   | 56   | 55   | 58   |

## Osobnosti
- Josef Hendrich (kněz) (1922–1994), římskokatolický kněz